# David Gallego Rodríguez
David Gallego Rodríguez (Súria, 26 de gener de 1972) és un entrenador de futbol i exfutbolista català que ocupava la posició de migcampista. Ha estat entrenador del primer equip del Reial Club Deportiu Espanyol.

## Carrera esportiva

### Com a jugador
Va jugar a primera divisió amb el Recreativo de Huelva a la campanya 02/03, en la qual va sumar 10 partits. A més a més, ha romàs quatre anys a Segona Divisió: entre el 2000 i el 2002 a les files del Córdoba CF (42 partits i 4 gols) i entre el 2003 i el 2005 a les files del Terrassa FC (55 partits i 6 gols). També ha militat a la UE Sant Andreu i a l'Hèrcules CF.

### Com a entrenador
Començà com a entrenador al CE Sant Feliu Sasserra, i al Súria. El 2013 passà al futbol base del RCD Espanyol. El 2016 fou nomenat entrenador del RCD Espanyol B.
El 20 d'abril de 2018 esdevingué entrenador interí del RCD Espanyol substituint el cessat Quique Sánchez Flores. El 30 de maig va retornar a l'Espanyol B. La temporada 2018-19 va signar una bona temporada en el filial, el qual va estar a punt se classificar-se en pels playoff d'ascens a la segona divisió.
El 6 de juny de 2019 Gallego va substituir Rubi com a entrenador del primer equip, després de signar un contracte per dos anys. De tota manera, després de només quatre mesos en el càrrec, Gallego fou cessat després d'un pobre començament de temporada, i fou substituït en el càrrec per Pablo Machín.